# KAC 한국예술원
KAC 한국예술원(韓國藝術院, Korea Art Conservatory)은 예술가 양성을 목적으로 설립된 대한민국의 교육부 2년제 전문학사 / 4년제 예술학사 교육기관으로, 서울특별시 서대문구에 위치하고 있다. 1995년에 사립 영화교육기관 네오영화아카데미로 시작하여, 2001년에 4년제 영화교육기관 한국영화교육원(Korea Film Art Institute)으로 대한민국 교육과학기술부의 인가를 받아 교육기관이 되었다.
서울 충정로에 위치한 KAC 한국예술원은 신·편입생 일반 전형 모집에서 학생들의 적성을 고려해 수능과 내신 성적을 반영하지 않고 실기와 면접을 통해 선발하고 있으며 포트폴리오 제출 시 가산점을 받을 수 있다. 선발 전형 기간에 합격하고 입학을 하는 학생 전원에게는 장학금이 지급된다.

## 학부/학과
다음은 2022년 기준 kac한국예술원의 교육 과정 일람이다.
| 실용음악예술                                                                                    | 뮤직프로덕션예술                                                  | 음향예술 | 실용무용예술                                                                                  |
| ----------------------------------------------------------------------------------------------- | ----------------------------------------------------------------- | --- | --------------------------------------------------------------------------------------------- |
| - 보컬 - 트렌드비트보컬 - 싱어송라이터 - K-POP엔터테이너 - 기악 - A&R                           | - 힙합 - 힙합프로듀싱/DJ - 작곡                                   | - 레코딩스튜디오음향 - 공연음향 - 사운드디자인 - 방송음향 - 인터렉티브오디오                                   | - 스트릿댄스 - 코레오그레피                                                                   |
| 성우예술                                                                                        | 방송연예공연기획예술                                              | 엔터테인먼트예술                                                                                               | 영화 예술                                                                                     |
| - 성우                                                                                          | - 공연기획연출 - 콘서트/뮤지컬 기획 - 이벤트/페스티벌 기획 - 연기 | - 연예매니지먼트 - 신인개발/캐스팅 디렉터 - MCN기획/매니지먼트                                                 | - 영화연출 - 영화시나리오 - 영화 촬영/조명 - 영화편집 - 영화/드라마 사운드 - 영화 기획/마케팅 |
| 방송영상디지털콘텐츠예술                                                                        | 웹소설/방송작가/문예창작예술                                      | 디자인예술 | 웹툰콘텐츠예술                                                                                |
| - 방송연출 - 영상제작 - 광고영상 기획/연출 - 영상촬영 - 특수촬영 - 영상편집 - 유튜브/크리에이터 | - 방송작가 - 영상시나리오 - 웹소설/웹시나리오 - 순수문학          | - 시각디자인 - 영상디자인/방송그래픽 - 애니메이션/게임그래픽 - 디지털일러스트레이션 - 프로덕션 디자인/무대미술 | - 웹툰창작 - 웹툰스토리&콘티작 - 웹툰PD                                                       |

## 진로 체험
KAC한국예술원은 고등학생 및 동등한 자격의 청소년을 대상으로 매달 첫째주 토요일 학과별 진로 체험을 실시 하고 있다. 진로 체험은 무료로 실시되며 한국예술원 홈페이지 > KAC행사> 진로체험에서 신청가능하다.
- 진로 체험 참여 혜택

1. 참가자 전원에게는 진로체험 수료증 발급
2. 한국예술원 입학시 장학금 지급,
3. 수료증은 진학시 포트폴리오 활용 가능
4, 참여횟수 제한없음, 참가비용 무료

## 연혁
- 2000년 4월: 네오영화아카데미 설립
- 2001년 1월: 학점은행제 교육기관 등록
- 2002년 2월: 한국영화교육원으로 명칭 변경
- 2014년 7월: KAC한국예술원으로 명칭 변경